# Rossella mixta
Rossella mixta är en svampdjursart som beskrevs av Schulze och James Barrie Kirkpatrick 1910. Rossella mixta ingår i släktet Rossella och familjen Rossellidae. Inga underarter finns listade i Catalogue of Life.